# カール・ルンゲ
カール・ダーフィト・トルメ・ルンゲ（Carl David Tolme Runge, 1856年8月30日 - 1927年1月3日）は、ドイツの数学者、物理学者、分光学者。今日では数値解析と呼ばれている分野におけるルンゲ＝クッタ法の発見者である。

## 生い立ち
ブレーメンで生まれ、その後の数年間を、父のユリウスが領事として赴任していたハバナで過ごした。その後、一家はブレーメンに戻り、そこで父は1864年に死去した。
ベルリン大学のカール・ワイエルシュトラスの下で学び、1880年に数学の博士号を取得した。1886年にはハノーファー大学で教授となった。
関心のある分野は、数学の他、分光学、測地学、宇宙物理学に及んだ。純粋数学の分野に加え、様々な元素のスペクトル線に関する実験的研究でも彼はハインリヒ・カイザーとともに多大な貢献をし、この研究の天体分光学への応用に強い関心を持った。
1904年、フェリックス・クラインの主導でゲッティンゲン大学に移籍し、1925年に引退するまでそこで研究を行った。
月のクレーター「ルンゲ」は、彼の名前にちなむ。